# Bagrichthys obscurus
Bagrichthys obscurus är en fiskart som beskrevs av Ng, 1999. Bagrichthys obscurus ingår i släktet Bagrichthys och familjen Bagridae. IUCN kategoriserar arten globalt som livskraftig. Inga underarter finns listade.